# 50. Reserve-Division (Deutsches Kaiserreich)
Die 50. Reserve-Division war ein Großverband der Preußischen Armee im Ersten Weltkrieg.

## Gliederung

### Kriegsgliederung 1914
- 99. Reserve-Infanterie-Brigade
  - Reserve Infanterie-Regiment Nr. 229
  - Reserve-Infanterie-Regiment Nr. 230
- 100. Reserve-Infanterie-Brigade
  - Reserve-Infanterie-Regiment Nr. 231
  - Reserve-Infanterie-Regiment Nr. 232
- Reserve-Kavallerie-Abteilung Nr. 50
- Reserve-Feld-Artillerie-Regiment Nr. 50
- Reserve-Pionier-Kompanie Nr. 50

### Kriegsgliederung vom 8. März 1918
- 99. Reserve-Infanterie-Brigade
  - Reserve-Infanterie-Regiment Nr. 229
  - Reserve-Infanterie-Regiment Nr. 230
  - Reserve-Infanterie-Regiment Nr. 231
  - MG-Scharfschützen-Abteilung Nr. 50
  - Reserve-Kavallerie-Abteilung Nr. 50
- Artillerie-Kommandeur Nr. 68
  - Reserve-Feldartillerie-Regiment Nr. 50
  - Fußartillerie-Bataillon Nr. 81
- Pionier-Bataillon Nr. 350
- Divisions-Nachrichten-Kommandeur Nr. 450

## Gefechtskalender
Die Division wurde im Rahmen der Mobilmachung zu Beginn des Ersten Weltkriegs gebildet und zunächst an der Ost- sowie ab Mitte Oktober 1915 an der Westfront eingesetzt.

### 1914
- 01. Oktober bis 5. November – Stellungskämpfe bei Grajewo-Wizajny
- 10. bis 13. November – Schlacht bei Włocławek
- 13. bis 19. November – Kämpfe bei Lipno und Plock
- 16. November bis 15. Dezember – Schlacht um Łódź
- 18. Dezember bis 11. Juli – Schlacht an der Rawka-Bzura

### 1915
- bis 11. Juli – Schlacht an der Rawka-Bzura
- 13. bis 17. Juli – Durchbruchsschlacht bei Przasnysz
- 18. bis 22. Juli – Verfolgungskämpfe zum unteren Narew
- 23. Juli bis 3. August – Schlacht am Narew
- 04. bis 7. August – Schlacht am Orz
- 08. bis 10. August – Schlacht bei Ostrow
- 11. bis 12. August – Schlacht bei Tschishew-Sambrow
- 13. bis 18. August – Verfolgungskämpfe am oberen Narew und Nurzec
- 19. bis 25. August – Schlacht bei Bielsk
- 26. August bis 5. September – Verfolgungskämpfe am Swislocz und an der Naumka-Werecia
- 06. bis 7. September – Schlacht bei Wolkowyszk
- 09. bis 27. September – Verfolgung vom Njemen zur Beresina
- 28. September bis 14. Oktober – Reserve der OHL und Transport nach dem Westen
- 15. Oktober bis 3. November – Herbstschlacht in der Champagne
- 04. November bis 20. Dezember – Stellungskämpfe in der Champagne
- 20. Dezember bis 23. Juni – Stellungskämpfe in Flandern und Artois

### 1916
- 24. Juni bis 7. Juli – Erkundungs- und Demonstrationsgefechte der 6. Armee im Zusammenhang mit der Schlacht an der Somme
- 07. Juli bis 10. September – Stellungskämpfe in Flandern und Artois
- 11. bis 29. September – Schlacht an der Somme
- 01. Oktober bis 10. November – Stellungskämpfe in Flandern und Artois
- 11. bis 26. November – Schlacht an der Somme
- 27. November bis 12. April – Stellungskämpfe an der Somme

### 1917
- bis 12. April – Stellungskämpfe an der Somme
- 12. bis 23. April – Kämpfe vor der Siegfriedfront
- 24. April bis 20. Mai – Frühjahrsschlacht bei Arras
- 21. Mai bis 4. Juni – Stellungskämpfe in Flandern und Artois
- 09. Juni bis 28. September – Schlacht in Flandern
- 28. September bis 4. Dezember – Stellungskämpfe in Flandern und Artois
- 05. bis 7. Dezember – Angriffsschlacht bei Cambrai
  - 5. Dezember bis 20. März – Kämpfe in der Siegfriedstellung und Vorbereitung für die Große Schlacht in Frankreich

### 1918
- 21. März bis 6. April – Große Schlacht in Frankreich
- 07. April bis 5. Juli – Kämpfe an der Ancre, Somme und Avre
- 18. bis 25. Juli – Abwehrschlacht zwischen Soissons und Reims
- 28. Juli bis 3. August – Bewegliche Abwehrschlacht zwischen Marne und Vesle
- 04. August bis 3. September – Stellungskämpfe an der Vesle
- 03. bis 18. September – Kämpfe vor der Siegfriedfront
- 19. bis 21. September – Kämpfe vor der Siegfriedstellung
- 22. September bis 9. Oktober – Stellungskämpfe bei Reims
- 26. September bis 11. November – Abwehrschlacht in der Champagne und an der Maas
  - 10. bis 12. Oktober – Kämpfe vor der Hunding- und Brunhild-Front
  - 13. bis 24. Oktober – Stellungskämpfe an der Aisne
  - 25. Oktober bis 1. November – Abwehrschlacht an der Hundingstellung
  - 2. bis 4. November – Stellungskämpfe an der Aisne
  - 5. bis 11. November – Rückzugskämpfe vor der Antwerpen-Maas-Stellung
- ab 12. November – Räumung des besetzten Gebietes und Marsch in die Heimat

## Kommandeure
| Dienstgrad                   | Name                 | Datum                              |
| ---------------------------- | -------------------- | ---------------------------------- |
| Generalleutnant z. D.        | Eugen von Petzel     | September 1914 bis 13. Januar 1915 |
|                              | Hans von der Goltz   | 14. Januar 1915 bis 30. Juni 1916  |
|                              | Axel von Petersdorff | 01. Juli bis 4. November 1916      |
| Generalleutnant              | Siegfried von Ende   | 05. November 1916 bis 27. Mai 1918 |
| Generalmajor/Generalleutnant | Wilhelm Meckel       | 29. Mai 1918 bis 19. Januar 1919   |